# Adam Loewen
Pour les articles homonymes, voir Loewen.
Adam Loewen, né le 9 avril 1984 à Surrey (Colombie-Britannique), est un joueur canadien de baseball présentement sous contrat avec les Diamondbacks de l'Arizona.
Originellement un lanceur, Adam Loewen joue dans la Ligue majeure de baseball pour les Orioles de Baltimore de 2006 à 2008. Il décide de se convertir en joueur de position à l'été 2008 après avoir subi plusieurs blessures. De 2009 à 2013, il évolue donc comme joueur de champ extérieur et joueur de premier but, ne jouant qu'en ligues mineures à l'exception d'un bref séjour dans les majeures chez les Blue Jays de Toronto en 2011. À partir de 2014, Loewen revient à son rôle précédent et lance pour les Phillies de Philadelphie en 2015.

## Carrière

### Débuts
Loewen passe sa jeunesse à Vancouver et joue Little League comme lanceur partant et joueur de premier but avec une formation locale. Il prend part au tournoi final à Williamsport en 1996[réf. nécessaire].
Adam Loewen suit des études secondaires à la Fraser Valley Christian High School et joue alors avec les Whalley Chiefs en B.C. Premier Baseball League. Il commence des études supérieures au Chipola College, mais n'y reste qu’un an[réf. nécessaire]. Loewen est en effet repêché le 4 juin 2002 par les Orioles de Baltimore au premier tour de sélection (4e choix au total). Il perçoit un bonus de 3,2 millions de dollars à la signature de son premier contrat professionnel. Il est le joueur canadien repêché le plus haut dans l'histoire.

### Orioles de Baltimore
Il passe une saison en Ligues mineures avant d'effectuer ses débuts en Ligue majeure le 23 mai 2006. 
À sa saison recrue en 2006, il effectue 19 départs, ajoute 3 présences en relève, et lance 112 manches et un tiers pour les Orioles. Sa moyenne de points mérités est cependant élevée et se chiffre à 5,37.
Il fait bien en 6 départs pour Baltimore en 2007, remportant deux décisions et affichant une moyenne de 3,56 points mérités accordés par partie.
Inefficace en 7 passages au monticule pour Baltimore en 2008, il complète sa carrière de lanceur pour les Orioles avec une moyenne de points mérités de 5,38 en 164 manches lancées au total, avec 8 victoires et 8 défaites en 35 sorties, dont 29 comme lanceur partant.

### Conversion en joueur de position
Durant deux ans, Loewen subit des blessures récurrentes au coude gauche qu'une intervention chirurgicale ne parvient pas à réparer. Le 19 juillet 2008, il annonce qu'il renonce au rôle de lanceur et ajoute qu'il va tenter de se convertir en joueur de position, plus précisément comme joueur de premier but ou voltigeur, imitant dans sa démarche Rick Ankiel, un des rares joueurs de l'ère moderne du baseball à avoir accompli avec succès une transition aussi drastique.
En novembre 2008, quelques jours après avoir été libéré par les Orioles, Loewen signe un contrat avec l'organisation des Blue Jays de Toronto. Après deux saisons entières dans les mineures, Loewen revient au plus haut niveau le 7 septembre 2011 alors qu'il évolue au poste de voltigeur pour les Blue Jays. Il frappe alors son premier coup sûr dans le baseball majeur, contre le lanceur Daniel Bard des Red Sox de Boston. Le 11 septembre, il réussit son premier coup de circuit, aux dépens de Tommy Hunter des Orioles de Baltimore. En 14 parties pour Toronto en fin de saison, Loewen obtient quatre points produits. 
Devenu joueur autonome, il signe en novembre 2011 un contrat des ligues mineures avec les Mets de New York. Il passe cependant l'année dans les ligues mineures, principalement avec les Bisons de Buffalo.
Le 12 janvier 2013, Loewen retourne chez les Blue Jays de Toronto mais passe toute la saison suivante dans les mineures. 

### Retour comme lanceur

#### Phillies de Philadelphie
Durant l'hiver qui suit la saison 2013, alors qu'il évolue au Venezuela, Loewen se convainc que sa meilleure chance de revenir dans les majeures est comme lanceur. 
Il signe un contrat des ligues mineures avec les Phillies de Philadelphie le 16 avril 2014 et revient donc à son rôle initial de lanceur avec les Fightin Phils de Reading, le club-école de niveau AA avec lequel il passe la majeure partie de la saison 2014.
Le 10 août 2015 contre Arizona, Loewen lance pour Philadelphie. C'est son premier match dans les majeures depuis le 28 septembre 2011 pour Toronto mais surtout son premier match comme lanceur dans les grandes ligues depuis le 6 juillet 2008 avec Baltimore.

#### Diamondbacks de l'Arizona
Loewen signe un contrat avec les Diamondbacks de l'Arizona le 30 octobre 2015.

### Équipe du Canada
Adam Loewen fait partie de l'équipe du Canada qui gagne une médaille de bronze à la Coupe du monde de baseball 2009.
Il joue pour le Canada à la Classique mondiale de baseball 2006 et lance 3 manches et deux tiers sans accorder de point dans une victoire de 8-6 sur l'équipe des États-Unis. Il rate l'édition suivante de la Classique en 2009 mais est de retour avec la sélection canadienne, cette fois comme joueur de champ extérieur, à la Classique mondiale 2013. 
Il est invité à porter les couleurs du Canada aux Jeux panaméricains de 2015 à Toronto, mais décline pour se concentrer sur son retour dans les majeures avec les Phillies de Philadelphie.